# Phyllachora ulei
Phyllachora ulei är en svampart som beskrevs av Georg Winter 1887. Phyllachora ulei ingår i släktet Phyllachora och familjen Phyllachoraceae.   Inga underarter finns listade i Catalogue of Life.